# لاسونسيون دو باتابيديا (كيبك)
لاسونسيون دو باتابيديا (بالإنجليزية: L'Ascension-de-Patapédia, Quebec)‏ هي بلدية محلية في كيبيك تقع في كندا في Avignon Regional County Municipality. يقدر عدد سكانها بـ 190 نسمة ومساحتها 96.90 كم2 وترتفع عن سطح البحر 280 متر.